# Abenteuer Atlantis
Pour les articles homonymes, voir Atlantis.
Abenteuer Atlantis (À la découverte d'Atlantis) est un parcours scénique interactif situé dans le quartier grec à Europa-Park, en Allemagne. Ouvert le 31 mars 2007, il a été construit sous le restaurant grec Taverna Mykonos.

## Le parcours
L'attraction se base sur le mythe de l'Atlantide et propose aux visiteurs de plonger à la recherche du trésor de cette cité perdue.
Les visiteurs entrent dans l'ambiance dès la file d'attente, où un professeur explique qu'il faut tirer sur les cibles situées sur les poissons et crustacés. Après s'être installés dans l'un des 58 wagons reprenant la forme de sous-marins équipés de pistolets, les passagers débutent le parcours qui leur fait traverser différentes scènes de fonds marins. Le but est de tirer avec les pistolets laser situés sur le sous-marin sur des cibles lumineuses disposées sur 80 animaux marins. Chaque sous-marin est équipé d'un joystick permettant de faire tourner le véhicule à 360°. Au milieu du parcours, un tunnel fait perdre le contrôle des wagonnets qui se mettent à tourner sur eux-mêmes. À la sortie, on peut voir les scores sur un écran où un classement des meilleurs joueurs de la journée est établi.
Les cibles rapportent un nombre de points différent selon leur couleur.

## Données techniques
- Longueur : 120 mètres
- Durée : 4 min 50
- Capacité : 1 240 personnes/heure[2]
- Vitesse : 2 km/h
- Nombre de gondoles : 58 gondoles
- Constructeur système d'interactivité : Lagotronics
- Constructeur décors : Clostermann Design